# Gorgone augusta
Gorgone augusta är en fjärilsart som beskrevs av Stoll 1782. Gorgone augusta ingår i släktet Gorgone och familjen nattflyn. Inga underarter finns listade i Catalogue of Life.

## Bildgalleri

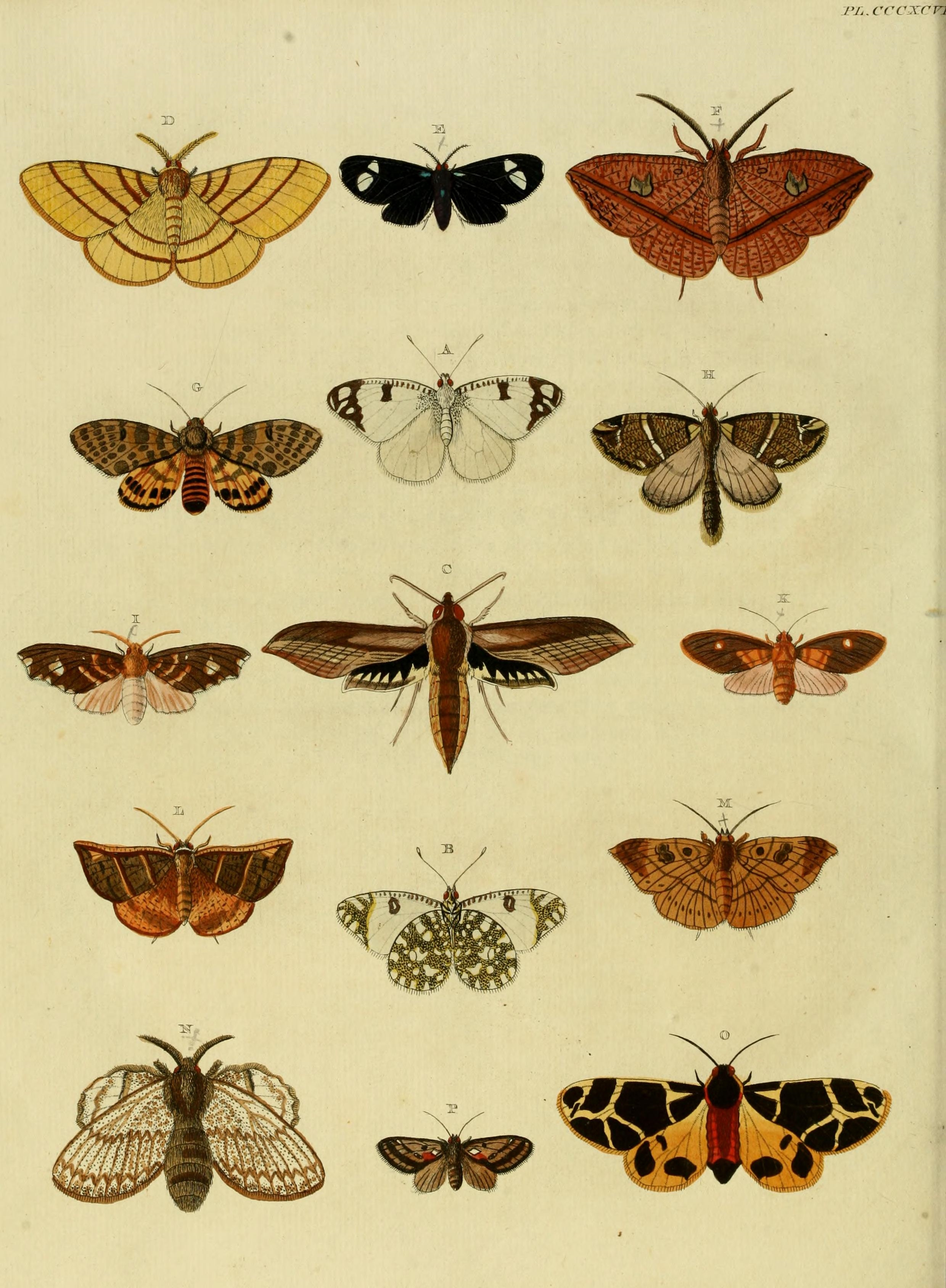